# Tolo Tolo
Tolo Tolo è un film del 2020 co-scritto, diretto, interpretato e co-musicato da Checco Zalone, al suo debutto alla regia.
Quinto film con protagonista il comico pugliese e prima sua esperienza come regista, si colloca al 28º posto nella lista dei film con maggiori incassi del 2020 a livello mondiale. È stato tradotto e distribuito in Germania, con il titolo Die große Reise ("Il grande viaggio"). Altri film di Checco Zalone già in precedenza erano stati realizzati in versioni per mercati non italiani, come Quo vado?, tradotto in russo, spagnolo, tedesco e francese.

## Trama
Pierfrancesco Zalone, detto Checco, è un giovane disoccupato pugliese che, rifiutandosi di ricevere il reddito di cittadinanza, decide di crearsi un lavoro tentando di introdurre la cultura del sushi nella sua terra d'origine, Spinazzola, luogo in cui la gastronomia è dominata da piatti a base di carne, in cui apre un improbabile ristorante giapponese chiamato Murgia & Sushi. Il progetto si risolve nel più completo fallimento, in quanto ad appena un mese dall'apertura Checco viene travolto dai debiti, con il fisco che gli pignora il locale e lo costringe alla chiusura; per sfuggire ai creditori, il protagonista scappa in Africa, dove trova lavoro come cameriere in un lussuoso villaggio turistico del Kenya. Qui conosce Oumar, anch'egli cameriere, appassionato della cultura italiana (in particolare dei film di Pier Paolo Pasolini) e molto più colto e intelligente del protagonista. Checco si innamora inoltre della giovane e bella Idjaba e fa amicizia con Doudou, un ragazzino descritto da Idjaba come suo figlio.
Nel Paese scoppia improvvisamente una guerra civile e dei terroristi attaccano e distruggono il villaggio turistico. Checco sembra però totalmente inconsapevole della drammatica situazione in cui si trova e si preoccupa solo di cosmetici, dei suoi abiti firmati e delle telefonate delle sue due ex mogli (a suo parere perfino peggiori dei terroristi), arrabbiate con lui per averle abbandonate ai suoi creditori.
Checco e Oumar si rifugiano nel villaggio natale di quest'ultimo, ma anch'esso viene attaccato, portando Oumar a decidere di emigrare verso l'Europa. Checco sceglie di accompagnare Oumar, Idjaba, Doudou e altri migranti nel loro viaggio, tornando in Europa clandestinamente (infatti getta via i suoi documenti) e pianificando di rifugiarsi a casa di un cugino nel paradiso fiscale del Liechtenstein. Contemporaneamente, i familiari di Checco sperano invece che non torni in Italia e che anzi muoia negli attentati, così da ricevere un risarcimento e annullare i suoi debiti.
Dopo aver involontariamente ostacolato il viaggio dei migranti in svariate occasioni (ad esempio facendo scoprire alle autorità che sono sprovvisti di documenti), Checco comincia a sentirsi uno di loro e vende i suoi vestiti per raccogliere una piccola parte della grande somma di denaro necessaria per il viaggio. I quattro protagonisti si ritrovano poi ad attraversare a piedi il deserto del Sahara, anche stavolta per colpa di Checco, che è sceso dal veicolo su cui viaggiavano perché ha avvistato due veicoli dell’Esercito Italiano in avvicinamento ed ha tentato di farsi aiutare, ma i militari, presenti nella zona per ragioni logistiche, lo hanno scambiato per un africano e gli hanno lanciato una granata per tenerlo a distanza. La carovana di migranti è quindi ripartita senza aspettarlo, ma Doudou, ormai affezionato a Checco, è sceso a sua volta per non lasciarlo da solo, seguito poi da Idjaba e Oumar.
Durante la camminata nel deserto i quattro incontrano Alexandre Lemaitre, un giornalista francese che documenta le tragedie dei migranti ma lavora anche come modello nelle pubblicità dei cosmetici preferiti di Checco, motivo per cui il protagonista lo prende in simpatia. Alexandre dà loro un passaggio in auto fino ad un albergo a Tripoli, dove li fa alloggiare a sue spese e tenta, senza successo, di intervistare e corteggiare Idjaba.
Il giorno dopo, Oumar dice ad Alexandre di portarli in quello che descrive come un luogo dove potrà documentare le barbarie a cui i migranti sono sottoposti. Giunti in Libia, il gruppo viene sequestrato dai trafficanti di migranti; si scopre quindi che Oumar ha venduto i suoi compagni per pagarsi il viaggio. Alexandre viene liberato dopo aver telefonato alle autorità francesi, che accettano di pagare un riscatto, mentre Checco non riceve alcun aiuto dal governo italiano nonostante alcuni tentativi di contatto con conoscenti illustri, tra cui l'ex Presidente della Puglia Nichi Vendola, il quale, con linguaggio forbito, gli dice di non voler fare favoritismi. In una ribellione generale dei clandestini rinchiusi, Checco, Idjaba e Doudou riescono a scappare e a raggiungere la costa. Qui Idjaba rivela che Doudou in realtà non è figlio suo, ma di una sua amica deceduta a cui aveva promesso di farlo arrivare in Europa. La ragazza affida quindi il bambino a Checco e decide di tornare indietro verso il suo Paese.
Checco e Doudou salgono su una barca diretta in Italia, che naufraga travolta da una burrasca. I migranti a bordo vengono salvati da una nave di una ONG, che viene prima bloccata al largo delle coste italiane e poi autorizzata allo sbarco da parte del Presidente del Consiglio italiano Luigi Gramegna, concittadino e vecchio conoscente di Checco che ha avuto una rapidissima carriera in politica, il quale ha concordato una redistribuzione dei migranti tra gli Stati membri dell'Unione europea in base ai loro chilogrammi di peso.
Nella surreale "lotteria" a bordo dell’imbarcazione, si decide che gli ultimi due gruppi rimasti, tra cui quello di Checco, saranno destinati uno all'Italia ed uno al Liechtenstein. Con sommo rammarico del protagonista, il suo gruppo alla fine è quello sorteggiato per l'ingresso in Italia. Allo sbarco nel porto di Monopoli i migranti vengono accolti sia da cortei pro-accoglienza sia da proteste anti-immigrazione. Le ex mogli di Checco, che si trovavano una nello schieramento a favore dei migranti e una in quello contrario, lo vedono scendere e, abbandonando le loro ideologie contrapposte, si abbracciano disperate, al pensiero che i debiti contratti da Checco ritorneranno attivi. Nel frattempo, alla famiglia di Checco viene negato il risarcimento inizialmente concesso dopo che egli era stato creduto morto.
Checco accompagna quindi Doudou a Trieste, dove si trova il vero padre del ragazzino, insieme ad altri migranti già conosciuti in Kenya. Fra di loro vi è un medico che aveva soccorso Checco nel Sahara a seguito di uno dei suoi improvvisi "attacchi di fascismo" e che utilizza la frase detta in quell'occasione dall'italiano, "Il fascismo è come la candida, con il sole e lo stress viene fuori", per scrivere un libro con cui diventa uno scrittore di successo. Idjaba ricompare verso la fine e sembra dirigersi in abito da sposa verso Checco, coronando il suo sogno d'amore; poco dopo si scopre però che si tratta semplicemente di una scena recitata all'interno di un film neorealista diretto da Oumar. Al termine delle riprese arriva Gramegna, divenuto addirittura Presidente della Commissione europea, che ordina il rimpatrio di tutti gli immigrati presenti nel cast. Checco si accorda con il suo concittadino e promette ai bambini che tornerà in Africa per fornire loro i permessi di soggiorno.

## Produzione

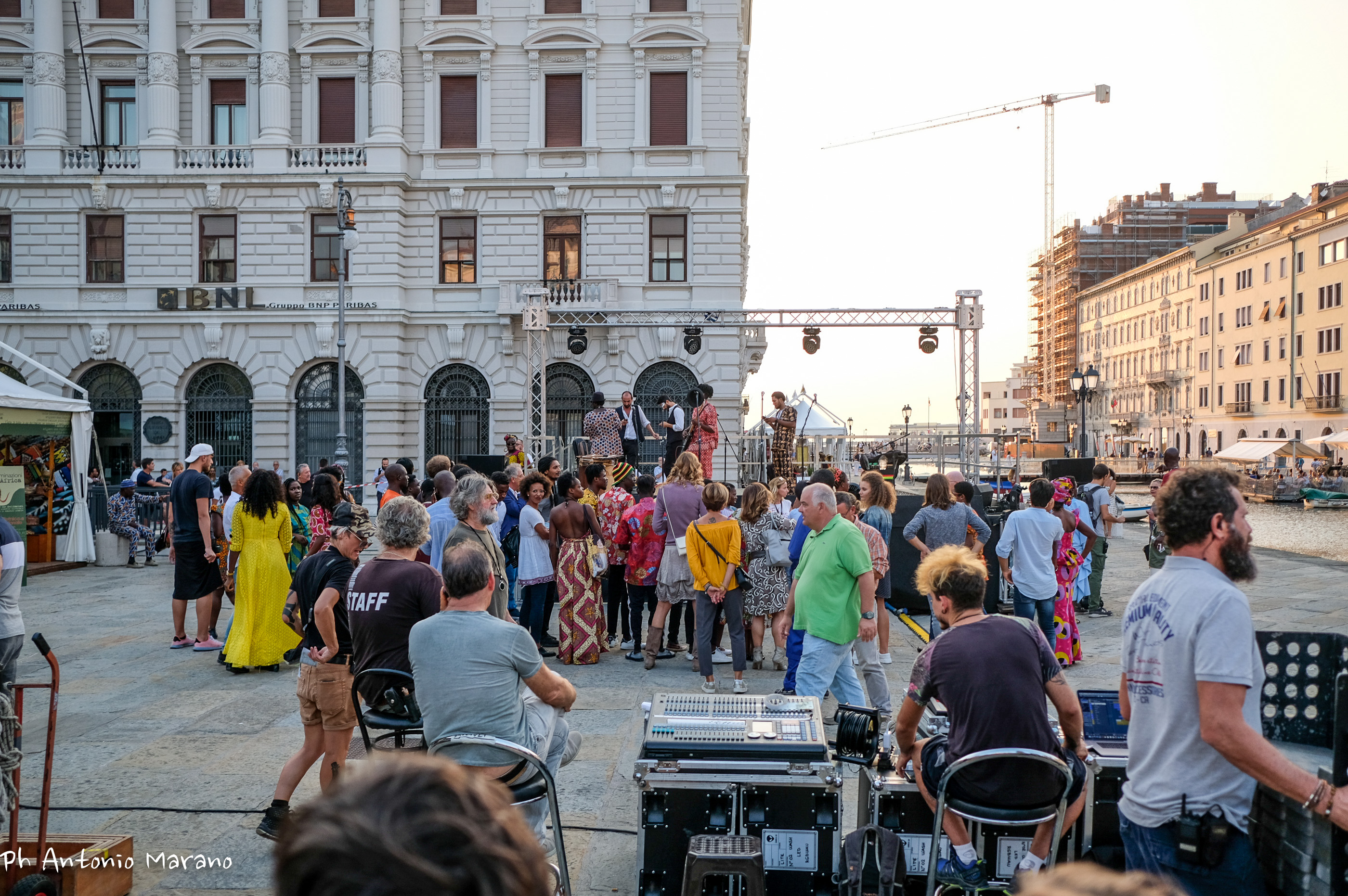
Set cinematografico a Trieste (agosto 2019)

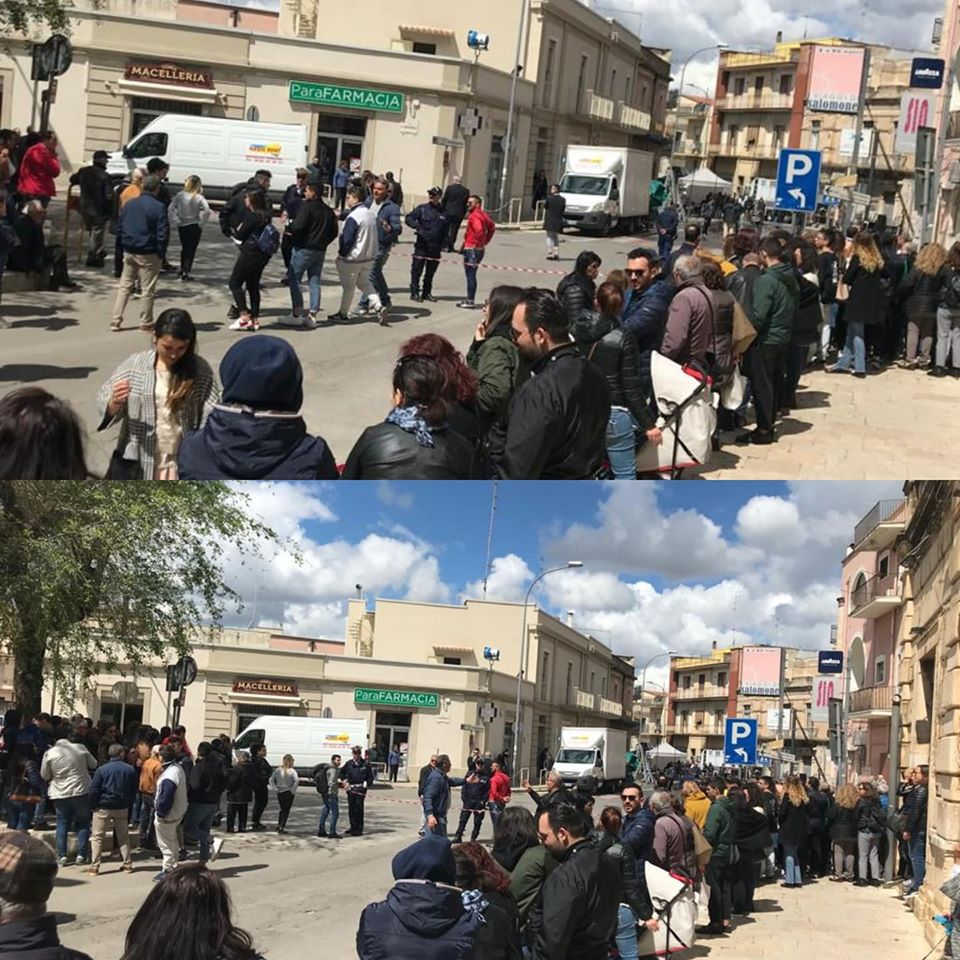
Set cinematografico ad Acquaviva delle Fonti (30 aprile 2019), scena del versamento dell'acconto dell'IVA presso la Banca delle Murge

L'idea iniziale di realizzare la nuova opera cinematografica è partita da Paolo Virzì, il quale ha contattato Checco Zalone per lavorare insieme al progetto. Durante la stesura della sceneggiatura, tuttavia, è diventato evidente che la maggior parte della pellicola nasceva da idee di Zalone, quindi si è deciso di affidare la regia al comico pugliese, con Virzì accreditato come co-sceneggiatore e co-ideatore.
Girato in Marocco, in Kenya (Watamu), a Malta e in Italia (Acquaviva delle Fonti, Bari, Gravina in Puglia, Latina, Minervino Murge, Monopoli, Poggiorsini, Roma, Spinazzola, Torre Guaceto e Trieste), le riprese sono durate nove mesi, con un budget stimato di oltre 20 milioni di euro.
Sono presenti alcuni camei con il politico Nichi Vendola, il conduttore televisivo Massimo Giletti (nello studio di Non è l'Arena) ed il giornalista Enrico Mentana (nello studio del TG LA7).
La scena raffigurante la signora Lella (Antonella Attili) mentre riceve la notizia della scomparsa del figlio, incluso il riflesso della finestra dove un'automobile si avvicina alla casa, l'abbassamento della tenda per vedere l'arrivo, ed il ricevimento della notizia della scomparsa mentre la signora Lella si accascia sul suolo sono strettamene ispirati dalla scena del film Salvate il soldato Ryan, quando la madre di James Francis Ryan riceve la notizia della morte in guerra del suo terzo figlio.

## Promozione
In occasione dell'uscita di Tolo Tolo, il 6 dicembre 2019 è stato diffuso il video musicale di un brano intitolato Immigrato, riprodotto durante i titoli di coda del film; esso ricorda la celebre canzone L'italiano di Toto Cutugno e racconta la giornata di un italiano medio (Checco) a cui un immigrato africano, interpretato dall'attore Maurizio Bousso, chiede continuamente l'elemosina, al supermercato, al distributore di benzina e al semaforo. Tornato a casa, Checco ritrova a sorpresa lo stesso immigrato - con un gioco di parole - "senza permesso nel soggiorno" e in compagnia della moglie (interpretata da Emanuela Fanelli). Quando l'italiano chiede all'immigrato come mai abbia scelto lui anziché i suoi conoscenti stranieri, egli, con le mani alzate, risponde: «Prima l'italiano!».

## Distribuzione
Il film è uscito nelle sale italiane il 1º gennaio 2020 e rimase nelle sale fino al 10 marzo, ultimo giorno di apertura dei cinema, in quanto dal giorno successivo scattò il lockdown dovuto all'emergenza per la pandemia di COVID-19. Il 23º luglio 2020 è uscito nei cinema tedeschi con il titolo "Die große Reise" (Il grande viaggio).
È uscito in versione limitata anche in Svizzera, Belgio, Lussemburgo, Francia (in pochissime sale), Canada e Australia: in questi ultimi paesi è stato presentato in festival dedicati al cinema italiano.

## Accoglienza

### Incassi
Nel primo giorno di programmazione è stato visto da 1 174 285 spettatori riscuotendo 8668926 €, diventando il film con il maggior incasso di sempre nella storia del cinema Italiano nella prima giornata di programmazione. Dopo la prima settimana dalla sua uscita sfiora i 35000000 €, diventando uno dei dieci film con maggiori incassi in Italia.
Con un totale di 46201300 €, è il sesto film col maggior incasso in Italia nonché terzo film italiano, superato solo da due precedenti film con lo stesso Zalone, Quo vado? e Sole a catinelle.
In Italia si classifica al 1º posto dei film più visti nella stagione 2019/2020.
Il film vince il Biglietto d'oro del Cinema Italiano, il premio assegnato dall'ANEC ai film che nel campione Cinetel hanno venduto più biglietti nel periodo dicembre 2019-novembre 2020.
Ha incassato globalmente 52,2 milioni di euro.

### Critica
La critica in generale ha lodato il cambiamento di Zalone e la sua evoluzione verso temi più impegnativi. Paolo Mereghetti su il Corriere della Sera e Natalia Aspesi su la Repubblica hanno parlato di un film riuscito paragonandolo (come molti altri quotidiani) alle commedie all'italiana di Alberto Sordi o di Dino Risi. In rete invece la critica ha avuto generalmente toni anche più morbidi e circostanziati. MYmovies.it assegna al film 3 stelle e mezza su 5 e Gabriele Niola su Badtaste.it scrive:
Francesco Alò, dello stesso sito, non ha promosso il film, definendolo meno divertente rispetto ad altre pellicole con protagonista il comico e criticando le strutture di determinate gag.

## Riconoscimenti
- 2021 - David di Donatello
  - David dello spettatore
  - Miglior canzone originale (Immigrato)
  - Candidatura al Miglior regista esordiente a Luca Medici
  - Candidatura al premio David Giovani
- 2020 - Nastro d'argento
  - Candidato alla miglior commedia a Luca Medici
  - Candidato alla migliore attrice in un film commedia ad Antonella Attili
- 2020 - Globo d'oro
  - Miglior commedia a Luca Medici